# Stefan Gunnarsson
För beachvolleyspelaren, se Stefan Gunnarsson (beachvolleyspelare).
Stefan Gunnarsson, född 24 oktober 1968 i Boden, är en svensk musiker, känd som pianist och lagledare i det svenska TV-programmet Så ska det låta åren 2006-2010.  
Han har medverkat som musiker, sångare och producent på skivor av bland andra Janne Schaffer, Joseph Williams, Peter Friestedt, Raj Montana Band och David Carlson. 